# Џон Смит (рагбиста)
Џон Смит (енгл. John Smit; 3. април 1978) бивши је јужноафрички рагбиста који је као капитен предводио Спрингбоксе до титуле првака света 2007.

## Биографија
Висок 188 цм, тежак 120 кг, Смит је играо у првој линији скрама, повремено стуба, а најчешће талонера. У каријери је наступао за екипе Сараценс, Клермон (рагби јунион) и Шаркс. За репрезентацију ЈАР одиграо је 111 тест мечева и постигао 8 есеја.